# Río Chikói
El río Chikoi (también transliterado como Chikoy o Tchikoi) (en ruso, Чикой) es un largo río asiático que discurre por la parte centromeridional de la Siberia rusa, un afluente de la margen derecha del río Selengá, que, vía lago Baikal y río Angará, pertenece a la cuenca del Yeniséi. 
Su longitud es de 769 km, tiene un caudal de 265 m³/s y drena una cuenca de 46.200 km² (mayor que países como Estonia o Dinamarca). 
Administrativamente, el río Chikoi discurre por el krai de Zabaikalie y la república de Buriatia de la Federación Rusa y siendo en parte de su curso la frontera natural con Mongolia.

## Geografía
El río Chikói nace a unos 1.800 m de altitud, en la vertiente sureste de las montañas Tschi Kokón, en el krai de Zabaikalie. En primer lugar el Chikói discurre en dirección nordeste, en un valle que es la línea divisoria entre las montañas Daurischén y los montes Cherski (no confundir con los homónimos montes Cherski del noreste de Siberia). Más al norte, el río tuerce bruscamente en dirección oeste a suroeste para después dar comienzo un tramo de 100 km en que el río forma la frontera natural con Mongolia (aymag de Selengué), primero con el krai de Zabaikalie y luego adentrándose en la república de Buriatia. Unos 30 kilómetros al oeste de Kiachtá, el Chikói se vuelve otra vez hacia el norte y termina finalmente en Novoselenguinsk, unos 25 km al suroeste de Gusinooziorsk, a 535 m de altitud, uniéndose por la margen derecha al río Selengá, el mayor de los afluentes del lago Baikal.
El río cruza por pocas ciudades de importancia en sus riberas o cerca de ellas, siendo las más importantes el balneario de Yamárovka y la pequeña ciudad de Krasny Chikói.
El río está congelado desde octubre/noviembre hasta abril/principios de mayo.

### Afluentes
El principal afluente es el río Menza (Менза -Минж гол/Mindsch gol), que tiene una longitud de 337 km, una cuenca de 13.800 km² y un caudal de 89,9 m3/s a 12 km de su boca.
Otros afluentes son los ríos Tschikokón, Atsá, Katantsá (Ar-Chadants gol) y Chuderiin gol, todos por la margen izquierda.

## Hidrometría
El Chikói es un río muy irregular. Su caudal se ha observado durante 59 años (entre 1936 y 1997) en Povorot, una pequeña localidad situada a 22 km de la confluencia con el Selengá.
El caudal medio anual del Chikói observado durante ese período fue de 274 m³/s, con un área drenada de 44.700 km² (casi la totalidad de cuenca del río). La lámina de escorrentía anual en la cuenca asciende a 193 mm, que puede considerarse como relativamente abundante en la cuenca del Selengá. 
El Chikói es un río de régimen pluvio-nival que tiene dos estaciones marcadas.  Las aguas altas comienzan en la primavera y duran hasta principios de otoño, de mayo a octubre, con un doble pico: uno en mayo, el más bajo, que corresponde al deshielo y el derretimiento de la nieve; y el segundo, más alto, sin transición, aparece en julio y agosto, y refleja las precipitaciones de los monzones de verano en el Pacífico, con lluvias muy abundantes en las altas cumbres de la cuenca. En noviembre, el caudal del río disminuye rápidamente y da inicio al período de aguas bajas, que va de noviembre a abril inclusive y corresponde a las grandes heladas invernales que caen en toda la región. Aun así, el río mantiene un caudal bajo, a menudo mínimo.
El caudal medio mensual observado en marzo (el mínimo estiaje) es de 17,7 m³/s, o sólo el 2,5% del caudal medio en agosto (713 m³/s), lo que demuestra la gran amplitud de las variaciones estacionales. En el período de observación de 59 años, el caudal mínimo mensual fue 2,45 m³/s, en marzo de 1936, mientras que el caudal máximo mensual fue de 1.710 m³/s o en junio de ese mismo año. 
En lo que respecta al periodo estival, libre de hielo (meses de mayo a octubre), el caudal mínimo mensual observado fue de 85,1 m³/s, en julio de 1946, un año de grave sequía en la región, que aun así era bastante adecuado.
Caudal medio mensual en el río Chikói (en m³/s) medido en la estación hidrométrica de Povorot
(Datos calculados para un periodo de 59 años, 1931-97)